# Kaffeklubben Ø
Kaffeklubben Ø, på grønlandsk Inuit Qeqertaat, er en grønlandsk ø opdaget i 1900 af Robert E. Peary. Det er verdens nordligste landpunkt. Den ca. 1 km lange ø ligger på 83° 40' nordlig bredde og 29° 50' vestlig længde, 37 km øst for Kap Morris Jesup. I 1921 blev øen for første gang besøgt af Jubilæumsekspeditionen 1921 – 1923. 
Øen er opkaldt efter en uformel kaffeklub dannet af bl.a. af ekspeditionsdeltagere fra Mineralogisk Museum, Københavns Universitet. 